# Amtsgericht Zempelburg
Das Amtsgericht Zempelburg war ein preußisches Amtsgericht mit Sitz in Zempelburg.

## Geschichte
In Zempelburg bestand bis 1849 das Land- und Stadtgericht Zempelburg. Ab 1849 bestand in Zempelburg dann die Gerichtskommission Zempelburg des Kreisgerichts Flatow.
Das königlich preußische Amtsgericht Zempelburg wurde mit Wirkung zum 1. Oktober 1879 als eines von neun Amtsgerichten im Bezirk des Landgerichtes Conitz im Bezirk des Oberlandesgerichtes Marienwerder gebildet. Der Sitz des Gerichtes war Flatow. Sein Gerichtsbezirk umfasste aus dem Kreis Flatow die Stadtbezirke Camin und Zempelburg und die Amtsbezirke Groß Lutau, Klein Lutau, Plötzig, Waldau, Wordel und Groß Zirkwitz sowie Teile der Amtsbezirke Komierowo und Sotznow. Am Gericht bestanden 1880 zwei Richterstellen. Das Amtsgericht war damit ein kleines Amtsgericht im Landgerichtsbezirk. Der Amtsgerichtsbezirk kam aufgrund des Versailler Vertrages 1920 zu Polen.
In Polen bestand das Sąd Powiatowy w Sępolnie, welches dem Sąd Okręgowy w Chojnicach nachgeordnet war. Von 1939 bis 1945 kam der Gerichtsbezirk wieder zum Deutschen Reich. Entsprechend wurden die polnischen Gerichte aufgehoben und das Amtsgericht Zempelburg entstand neu.
Im Jahre 1945 wurde der Amtsgerichtsbezirk unter polnische Verwaltung gestellt, und die deutschen Einwohner wurden vertrieben. Damit endete auch die Geschichte des Amtsgerichtes Zempelburg. Unter polnischer Verwaltung entstand kein Gericht mehr in Zempelburg.